# Nabarvené ptáče
Nabarvené ptáče (bra:O Pássaro Pintado) é um filme de drama de guerra eslovaco-ucraniano-tcheco de 2019 dirigido e escrito por Václav Marhoul. Baseado no romance estadunidense The Painted Bird, de Jerzy Kosiński, é a primeira obra cinematográfica em língua intereslava. Marhoul disse que decidiu usar o intereslavo para que nenhuma nação eslava específica se identificasse com a história. Estreou internacionalmente em 3 de setembro de 2019 no Festival Internacional de Cinema de Veneza e foi selecionado para representar a República Tcheca no Oscar 2020. Suas cenas brutais levaram ao abandono do público nos festivais de cinema de Veneza, Toronto e Londres.

## Elenco
- Petr Kotlár - Joska
- Nina Šunevič - Marta
- Ala Sakalova - Olga
- Udo Kier - Miller
- Michaela Doležalová - Esposa de Miller
- Stellan Skarsgård - Hans
- Harvey Keitel - Priest
- Julian Sands - Garbos
- Júlia Vidrnáková - Labina
- Lech Dyblik - Lekh
- Aleksei Kravchenko - Gavrila
- Barry Pepper - Mitka
- Petr Vaněk - Nikodém

## Recepção
The Painted Bird recebeu observações positivas dos críticos, com muitos comparando-o a filmes de Andrei Tarkovsky. Ele possui um índice de aprovação de 81% no Rotten Tomatoes com base em 99 avaliações, com uma classificação média de 7.50 / 10. O consenso dos críticos do site diz: "Brutalmente intransigente em sua representação da Alemanha nazista, The Painted Bird (...) justifica seu horror sombrio com impacto abrasador.